# D.C. ~Da Capo~
D.C. ~Da Capo~ (ダ・カーポ?) era originalmente un videojuego japonés, específicamente un simulador de citas de la compañía Circus. Su relativa popularidad en Japón dio lugar a varias series de manga y anime basadas en él.
La historia transcurre en una ficticia isla de Japón llamada Hatsune-jima, en la cual los cerezos siempre están en flor.

## Personajes

### D.C. Da Capo
- Junichi Asakura (朝倉純一 Asakura Jun'ichi?): Su hermana y su prima lo suelen llamar onii-chan. Aunque él sabe que la sangre no lo relaciona con Nemu, el lazo que los une es más fuerte que el de unos hermanos. La mayor parte de sus amigos son chicas, la mayoría de las cuales tiene sentimientos hacia él. Es un perezoso a la hora de levantarse para ir a la escuela, holgazán para las tareas de la casa, olvidadizo. Siempre se las arregla para que Nemu lo encuentre en situaciones comprometedoras con alguna de las demás chicas, con lo que consigue un particular enojo en ella. Todos estas características forman el estereotipo del protagonista de un simulador de citas.
- Nemu Asakura (朝倉音夢 Asakura Nemu?): Perdió ambos padres cuando era aún muy pequeña. La adoptaron los Asakura, que la criaron como hermana de Jun'Ichi. No es físicamente fuerte, y con frecuencia está enferma, así que Jun'Ichi se preocupa mucho por su salud. Tiene una doble personalidad a veces puede ser dura y cruel con Jun'Ichi pero a veces todo lo contrario. Pero después de todo ella quiere mucho a su hermano, tanto que sufre cuando lo ve con otras. Mide 1.55 metros.
- Kotori Shirakawa (白河ことり Shirakawa Kotori?) Es una de las amigas de Jun'ichi, ídolo de la academia y una magnífica cantante.Tiene un poder oculto el cual le permite leer el pensamiento de los demás. Con el tiempo, irá cobrando más protagonismo a medida que se va a acercando a Jun'ichi.Mide 1,57 metros pesa 41 kilos y sus medidas son 83-55-84. Sus dulces favoritos son los bizcochos y las caracolas de chocolate.
- Misaki/Yoriko Sagisawa (鷺澤美咲/頼子 Sagisawa Misaki/Yoriko?) Es una sirvienta con orejas de gato que llegó a casa de Jun'ichi para pedirle la oportunidad de que le diera trabajo. Yoriko tiene la intención de ayudar a su ama por eso fue en busca de él, para poder tener maravillosos momentos que compartir.
- Miharu Amakase (天枷美春 Amakase Miharu?) Es una estudiante de un curso inferior amiga de Nemu y Jun'ichi, a quienes considera sus sempais favoritos, siendo que ella está apegada a Nemu como una cachorra, ya que la quiere mucho. Pero sufrió un accidente y mandaron un robot para que la suplantara durante un tiempo y que acaba estando al cuidado de Jun'ichi, el único que se entera de la sustitución. Su comida favorita son las bananas.
- Sakura Yoshino (芳乃さくら Yoshino Sakura?) Es la prima de Jun'Ichi, que volvió después de seis años para cumplir una promesa que hizo con su ``onii-chan´´ (es lo que ella dice). Lo extraño es que ella no ha crecido desde la última vez que la vieron y parece que se debe a la misteriosa magia del cerezo que nunca se marchita. Ella se comporta como una niña pero en el fondo ha madurado. Jun'ichi la apoda Sakuranbo (cereza). Mide 1.40 metros pesa 31 kilos y sus medidas son 68-51-72. Ella es la protagonista de T.P. Sakura, las 2 ovas que contienen algunos de los personajes de Da Capo.
- Moe Mizukoshi (水越萌 Mizukoshi Moe?) (hermana mayor) Es la hermana de Mako, amiga de Jun'Ichi, una estudiante de un curso superior, muy torpe, distraída, olvidadiza y dormilona. Su comida favorita de todos los días es nabe (sopa en cacerola). Mide 1.59 metros pesa 43 kilos y sus medidas son 87-57-86.
- Mako Mizukoshi (水越眞子 Mizukoshi Mako?)(hermana menor) Es amiga de Nemu y Jun'Ichi, con la fuerza suficiente como para vencer a los chicos(excepto a Suginami, con el que no puede por más que lo intente), pero con muchas cualidades femeninas. A diferencia de su hermana es intrépida, fuerte, con carácter. Su plato favorito también es el nabe. Mide 1,54 metros pesa 40 kilos y sus medidas son 80-55-85.
- Mikkun (みっくん?) cuyo verdadero nombre es Kanako Saeki (佐伯 加奈子 Saeki Kanako?), es amiga de Kotori además de que junto a Kotori & Tomo-Chan tienen una banda musical en que ella toca el piano o el teclado.
- Tomo-chan (ともちゃん?) cuyo verdadero nombre es Tomoko Morikawa (森川 智子 Morikawa Tomoko?) es también amiga de Kotori además de que junto a Kotori & Mikkun tienen una banda musical en que ella toca la guitarra eléctrica.
- Koyomi Shirakawa (白河暦 Shirakawa Koyomi?) Es la tutora de la clase de Jun'Ichi y hermana mayor de Kotori. Es quien le pide a Jun'ichi que cuide del robot que suplanta a la verdadera Miharu.
- Suginami (杉並?) Amigo de Jun'Ichi, del club de un periódico no oficial del instituto, siempre interesado en chismorreos y cosas fuera de lo normal. Habla de una manera que malinterpreta los hechos, y le encanta poner nerviosos a los personajes y crear situaciones comprometidas.

### D.C.S.S. Da Capo Second Seasons
Nuevos personajes
- Aisia (アイシア Aishia?): Una joven de la misma edad que Jun'ichi y los demás pero de aspecto infantil que aparece un día en casa de Jun'ichi y se desmaya de pronto. Después se sabrá que provenía del norte de Europa y buscaba a Yoshino, que era la abuela de Asakura (Yoshino Asakura) y Jun'ichi. Al darse cuenta de que está muerta y no puede verla, se quedará a vivir en casa de Jun'ichi. Pronto empieza a relacionarse con todos los demás personajes, a los que intenta hacer felices por todos los medios que se le ocurren. Es algo torpe pero tiene buenas intenciones. Constituye el prototipo de chica inocente e ingenua.
- Kanae Kudō (工藤叶 Kudō Kanae?): Compañero de clase de Jun'ichi y amigo de Suginami, un chico sensible y de gran corazón. En el videojuego se sabe que es una chica disfrazada de chico.
- Tamaki Konomiya (胡ノ宮環 Konomiya Tamaki?): Compañera de clase de Jun'ichi, una joven sacerdotisa que trabaja ayudando en un templo. Curiosamente, tiene premociones y trata de ayudar a la gente evitando desgracias, pero solo Jun'ichi conoce su secreto. Destaca que llame a Jun'ichi con el sufijo de "-sama", y en un capítulo comenta que sus padres pretendían crear un compromiso entre ambos.
- Alice Tsukishiro (月城アリス Tsukishiro Arisu?): Compañera de clase de Jun'ichi, que al igual que Aisia viene del norte de Europa. Es de una familia muy adinerada y trabajó en un circo. Es callada y tímida, y está muy agradecida a Jun'ichi por ser el primer amigo que hizo en Hatsune-jima.
- Nanako Saitama (彩珠ななこ Saitama Nanako?): Compañera de clase de Jun'ichi, una chica con gafas que, sorprendentemente, es una mangaka de éxito con su obra "Magical Chiffon". Utiliza su manga para proyectar sus pensamientos y deseos. Pocos conocen su secreto, entre ellos, Aisia y, cómo no, Suginami.

## Juegos
Los juegos se encuentran distribuidos para las plataformas de PC, PS2 y DVD-PG. A la fecha del 1º de febrero de 2014 constituyen 64 en total.

## Novelas
- Da Capo - 12 de mayo de 2006 a 25 de junio de 2007 - 2 volúmenes.
- Da Capo II - 24 de noviembre de 2006 a 11 de octubre de 2007 - 7 volúmenes.

## Manga
- D.C. Da Capo
- D.C.S.G. Da Capo Second Graduation
- Da Capo II
- Da Capo II: Imaginary Future

## Anime
Fue creado en base al juego D.C. ～Da Capo～ debido a la popularidad de dicho juego, habiendo cuatro series hasta el momento y una OVA que acompañará al lanzamiento del DVD Box de la primera temporada, en Japón. Dichas temporadas son: Da Capo (D.C), Da Capo Second Season (D.C.S.S), Da Capo II (D.C.II), Da Capo II: Second Season (D.C.II.S.S.) y Da Capo If, Part 1 (D.C.I.F).

### Da Capo (D.C)
El protagonista de la historia, Jun'Ichi Asakura, que va a la Academia Kazami, tiene el poder de ver los sueños de los demás cuando duerme. Además, aprendió la magia que le enseñó su abuela, que le permite crear dulces.
Un día, Jun'Ichi parece haber visto los sueños de otra persona cuando dormía. En ese sueño, una niña de su propia infancia apareció. Pero su hermana Nemu lo despierta, haciéndolo volver de golpe a la realidad. Aunque no son realmente hermanos (ella es adoptada) tienen una vínculo muy fuerte, tanto que a veces da la impresión de que fueran amantes.
En el transcurso normal de una jornada de clase, aparece de repente su amiga de la infancia, Sakura Yoshino, quien creían que se había mudado a América. Ella les dice que había vuelto para cumplir una promesa hecha hace años.
Lo más extraño de todo es que Sakuranbo (como le decía Junichi) no ha cambiado nada desde la última vez que la vieron.Al parecer ella regresa para ver a su onii-chan y decirle sus sentimientos.

### Da Capo Second Season (D.C.S.S)
Esta segunda temporada trata sobre la vida de los protagonistas 2 años después de la anterior serie, lo que trae algunos cambios, además de nuevos compañeros y la destacable ausencia de algunos antiguos. Siguen Jun'Ichi y sus amigos pero con un gran cambio, que revolucionó la vida de Jun'Ichi. Las cosas se complican cuando aparece Aisia, una niña que quiere que Jun'Ichi le enseñe magia.

### Da Capo II (D.C.II)
Transcurre 50 años después de la primera temporada. En esta ocasión, Junichi, el protagonista de las anteriores Da Capo, es un hombre mayor, abuelo de Otome Asakura y Yume Asakura (nietas de Junichi y Nemu). El nuevo protagonista, sin embargo, es Yoshiyuki Sakurai, creado con el árbol de los deseos de la familia Sakura.

### Da Capo II: Second Season (D.C.II.S.S)
El árbol se ha corrompido y presenta un mal funcionamiento, provocando que deseos puros e impuros sean concedidos, poniendo en peligro el pueblo de Hatsune-jima y la existencia de Yoshiyuki

### Da Capo If (D.C.I.F)
La protagonista, Kotori Shirakawa, la cantante que ya hacía presencia en la primera temporada de la serie. Es un final alternativo de DA CAPO de la primera temporada, donde aparentemente el principal cambio es la muerte de Nemu.
En estos capítulos se nota un gran acercamiento Kotori y Junichi en el cual lo 2 se demuestran un poco más abiertamente los sentimientos que se tienen.

### Da Capo III (D.C.III)
Ya ha pasado un tiempo desde que los árboles de cerezo dejaron de florecer, y la isla es ahora normal. Yoshino Kiyotaka es un estudiante que está inscrito en el club de periodismo junto con su senpai (y presidenta del club), su amiga de la infancia Himeno Katsuragi, su prima Sharuru Yoshino, la inteligente y esforzada Sara Rukawa y la trabajadora, enérgica pero débil Aoi Hinamoto. Todo en el club es normalidad a pesar de que mantienen una rivalidad con el club extraoficial de periodismo liderado por Suginami; hasta que un día de invierno donde los cerezos comienzan a florecer, es ahí cuando a varios estudiantes les llega un correo electrónico que dice: "Si los árboles de cerezo comienzan a florecer te espero en el lugar prometido" con fecha de 1951 (se debe tener en cuenta que han pasado alrededor de 70 años desde el comienzo de D.C Da Capo).